# Masdevallia limax
Masdevallia limax (возможные русские названия: Масдеваллия слизневидная, или Масдеваллия лимакс) — вид многолетних трявянистых растений семейства Орхидные.
Вид не имеет устоявшегося русского названия, в русскоязычных источниках используется научное название Masdevallia limax.

## Этимология
Видовое название "limax" в переводе с латинского — слизняк, улитка. Цветки Masdevallia limax напоминают по форме ползущего слизня.
Английское название — The Slug-Like Masdevallia.

## Биологическое описание
Миниатюрное симподиальное растение.

Ризома короткая, ползущая.

Корни тонкие.

Стебли прямостоячие, укороченные, покрыты плёнчатыми листовыми влагалищами, собраны в компактные группы, однолистные.

Лист прямостоячий или наклонённый, мясистый или кожистый, продолговато-ланцетовидный или линейный, суженный у основания.

Цветки ярко оранжевые, дуговидные, имеют форму трубки до 2 см длиной с 3 «усиками» на конце.
Masdevallia limax — один из видов с трубчатыми цветками, вместе с Masdevallia maxilimax и Masdevallia mendozae, которые могут быть опыляемы птицами.

## Ареал, экологические особенности
Эквадор (Tungurahua, Pastaza, Morona-Santiago) на высотах 1400-2200 метров над уровнем моря. Известно два изолированных участка произрастания этого вида в центральном и южном Эквадоре. Цветы растений южной популяции - почти вдвое крупнее, чем из центральной части.
Эпифит во влажных тропических лесах.
Охраняемый вид. Входит в Приложение II Конвенции CITES. Цель Конвенции состоит в том, чтобы гарантировать, что международная торговля дикими животными и растениями не создаёт угрозы их выживанию.

## В культуре
Введена в культуру падре Angel Andreetta в конце 1970-х годов.
Ночная температура: 10—13 °C, дневная температура: 13—20°С.
Masdevallia limax отличается быстрым ростом, но плохо переносит высокую летнюю температуру. При температурах выше 26 °C теряет листья.
Цветение обильное, происходит начале весны.
Дополнительная информация см. статью Masdevallia.